# Notocera crassicornis
Notocera crassicornis är en insektsart som beskrevs av Leon Fairmaire. Notocera crassicornis ingår i släktet Notocera och familjen hornstritar. Inga underarter finns listade i Catalogue of Life.